# 田中実 (外野手)
田中 実（たなか みのる、1967年6月3日 - ）は、大阪府大阪市出身の元プロ野球選手（外野手）、野球指導者。旧姓は大内（おおうち）。韓国名は金実。左投左打。

## 経歴

### 現役時代まで
大阪府大阪市西淀川区出身。香川県の尽誠学園高等学校に野球特待生として進学したが、2年生の秋に部員間の不祥事で野球部が1年間の活動停止となり、親元からの通学を条件に学校には残った（母が香川県に転居した）。個人でトレーニングを続け、監督の大河賢二郎の計らいで夏休みに大阪商業大学硬式野球部や大阪ガス硬式野球部の練習に参加したところ、大商大に来ていたプロ球団スカウトにチェックされる。この結果、1985年のドラフト会議にて日本ハムファイターズから6位指名を受け、入団した。
1988年にジュニア・オールスターで活躍し、一軍公式戦初出場。同年イースタン・リーグでは31盗塁を記録し盗塁王を獲得した。
1990年は主に守備要員や代走として110試合に出場。
1991年は主に2番中堅手として120試合に出場し、規定打席に到達するなどレギュラーを務めた。この年のシーズン終了後に結婚して大内から田中（母の旧姓）へ改姓し、日本の国籍を取得した。
1992年から出場機会が減る。
1993年シーズンを最後に日本ハムを退団。
1994年より韓国プロ野球（KBOリーグ）で、「僑胞選手」（両親いずれかが韓国出身）としてプレー。田中によると当初は中華職業棒球大聯盟（台湾プロ野球）に行くつもりだったが、周囲から勧奨でKBOに変えたという。
1995年まで三星ライオンズでプレーした。
1996年にサンバンウル・レイダースに移籍。
1998年シーズン途中にOBベアーズにトレード移籍した。この間、KBOオールスターゲームにも2度出場している。しかし、KBOリーグも1998年に外国人選手制度を導入し、日本国籍の田中は登録枠に入ることが微妙な立場となってしまった。
2000年限りで現役を引退した。

### 引退後
帰国した田中は不動産会社に勤務した。引退後に再婚している。
2010年、関西独立リーグの新設球団コリア・ヘチ（7月11日より韓国ヘチ）のコーチに就任。チームの結成時にサンバンウルでチームの先輩だった選手が監督に就任した際、励ましの電話を入れたことで関係ができ、本業の傍らでチームのサポートに当たり、練習も手伝っていたところスタッフ不足からコーチに就任したという。
2011年からは関西独立リーグ参入初年度だった大阪ホークスドリームの監督に就任した。だが、このシーズン中に不動産業時代の刑事事件に巻き込まれて解任される。本人は全く関与しない案件で最終的に不起訴となった。
2012年に同リーグの大和侍レッズで監督に復帰するが、このシーズン限りでチームは活動を休止した。サンバンウル当時の監督・金星根からの紹介を受けて2013年は韓国独立球団の高陽ワンダーズのコーチとなる。
2014年はKBOの起亜タイガースでコーチを務めた。
起亜コーチ退任後は再び日本に戻り、ゴミ収集や長距離トラック運転の仕事に就いた。
2023年より、ルートインBCリーグの信濃グランセローズで野手総合コーチを務める。このオファーに際して、信濃球団社長との面談で田中が刑事事件の話を出すと、知った上で受け入れると応じたという。また、関西独立リーグ時代に田中の元でプレーした田久保賢植からは「また野球やらないんですか」と指導者復帰の提案を受けていた。

## 詳細情報

### 年度別打撃成績
| 年 度    | 球 団        | 試 合 | 打 席 | 打 数 | 得 点 | 安 打 | 二 塁 打 | 三 塁 打 | 本 塁 打 | 塁 打 | 打 点 | 盗 塁 | 盗 塁 死 | 犠 打 | 犠 飛 | 四 球 | 敬 遠 | 死 球 | 三 振 | 併 殺 打 | 打 率 | 出 塁 率 | 長 打 率 | O P S |
| -------- | ------------ | ----- | ----- | ----- | ----- | ----- | -------- | -------- | -------- | ----- | ----- | ----- | -------- | ----- | ----- | ----- | ----- | ----- | ----- | -------- | ----- | -------- | -------- | ----- |
| 1988     | 日本ハム     | 30    | 32    | 30    | 8     | 9     | 0        | 0        | 0        | 9     | 1     | 1     | 1        | 1     | 0     | 1     | 0     | 0     | 8     | 0        | .300  | .323     | .300     | .623  |
| 1989     | 日本ハム     | 3     | 0     | 0     | 0     | 0     | 0        | 0        | 0        | 0     | 0     | 0     | 0        | 0     | 0     | 0     | 0     | 0     | 0     | 0        | ----  | ----     | ----     | ----  |
| 1990     | 日本ハム     | 110   | 160   | 128   | 25    | 36    | 4        | 1        | 0        | 42    | 11    | 5     | 7        | 13    | 0     | 19    | 0     | 0     | 16    | 0        | .281  | .374     | .328     | .702  |
| 1991     | 日本ハム     | 120   | 407   | 335   | 37    | 88    | 8        | 1        | 0        | 98    | 18    | 14    | 11       | 37    | 1     | 33    | 1     | 1     | 46    | 5        | .263  | .330     | .293     | .622  |
| 1992     | 日本ハム     | 68    | 125   | 110   | 11    | 21    | 2        | 0        | 0        | 23    | 9     | 5     | 6        | 5     | 0     | 10    | 0     | 0     | 12    | 1        | .191  | .258     | .209     | .467  |
| 1994     | 三星         | 115   | 393   | 337   | 51    | 92    | 11       | 5        | 3        | 122   | 33    | 4     | 8        | 8     | 1     | 45    | 3     | 2     | 43    | 6        | .273  | .361     | .362     | .723  |
| 1995     | 三星         | 89    | 178   | 154   | 18    | 31    | 8        | 2        | 1        | 46    | 15    | 6     | 3        | 2     | 0     | 22    | 1     | 0     | 21    | 6        | .201  | .301     | .299     | .600  |
| 1996     | サンバンウル | 124   | 487   | 419   | 53    | 122   | 19       | 6        | 0        | 153   | 38    | 6     | 8        | 19    | 1     | 46    | 1     | 2     | 49    | 4        | .291  | .363     | .365     | .728  |
| 1997     | サンバンウル | 118   | 418   | 359   | 52    | 96    | 17       | 5        | 0        | 123   | 38    | 4     | 5        | 20    | 5     | 33    | 0     | 1     | 29    | 7        | .267  | .327     | .343     | .669  |
| 1998     | サンバンウル | 81    | 323   | 287   | 46    | 83    | 16       | 2        | 4        | 115   | 33    | 4     | 4        | 3     | 2     | 29    | 0     | 2     | 31    | 5        | .289  | .356     | .401     | .757  |
| 1998     | OB 斗山      | 46    | 190   | 168   | 21    | 33    | 1        | 1        | 0        | 36    | 12    | 7     | 2        | 0     | 1     | 18    | 0     | 3     | 22    | 2        | .196  | .284     | .214     | .498  |
| '98計    | OB 斗山      | 127   | 513   | 455   | 67    | 116   | 17       | 3        | 4        | 151   | 45    | 11    | 6        | 3     | 3     | 47    | 0     | 5     | 53    | 7        | .255  | .329     | .332     | .661  |
| 1999     | OB 斗山      | 103   | 232   | 201   | 29    | 49    | 3        | 2        | 1        | 59    | 23    | 5     | 1        | 9     | 1     | 20    | 0     | 1     | 22    | 4        | .244  | .314     | .294     | .607  |
| 2000     | OB 斗山      | 10    | 14    | 13    | 3     | 5     | 0        | 0        | 0        | 5     | 0     | 0     | 0        | 0     | 0     | 1     | 0     | 0     | 2     | 0        | .385  | .429     | .385     | .813  |
| NPB：5年 | NPB：5年     | 331   | 724   | 603   | 81    | 154   | 14       | 2        | 0        | 172   | 39    | 25    | 25       | 56    | 1     | 63    | 1     | 1     | 82    | 6        | .255  | .326     | .285     | .612  |
| KBO：7年 | KBO：7年     | 686   | 2235  | 1938  | 273   | 511   | 75       | 23       | 9        | 659   | 192   | 36    | 31       | 61    | 11    | 214   | 5     | 11    | 219   | 34       | .264  | .339     | .340     | .679  |

- 各年度の太字はリーグ最高
- OB（OBベアーズ）は、1999年に斗山（斗山ベアーズ）に球団名を変更

### 背番号
- 52 （1986年 - 1993年）
- 8 （1994年 - 1995年）
- 12 （1996年 - 1997年）
- 1 （1998年 - 同年途中）
- 7 （1998年途中 - 2000年）
- 77 （2011年 - 2012年）
- 88 （2013年）
- 74 （2014年）
- 78 （2023年 - ）

### 記録
NPB
- 初出場：1988年6月9日、対阪急ブレーブス10回戦（東京ドーム）、9回表に中堅手として出場
- 初安打：1988年8月24日、対ロッテオリオンズ21回戦（東京ドーム）、8回裏に嶋田信敏の代打で出場、小川博から
- 初先発出場：1988年8月26日、対西武ライオンズ19回戦（平和台野球場）、9番・中堅手として先発出場
- 初打点：1988年9月1日、対近鉄バファローズ21回戦（日生球場）、7回表に石本貴昭から

KBO
- オールスターゲーム出場（1996年、1998年）

### 登録名
- 大内 実 （おおうち みのる、1986年 - 1991年）
- 田中 実 （たなか みのる、1992年 - 1993年、2011年 - 2012年）